# Alone - Riesci a sentire la paura?
Alone - Riesci a sentire la paura? (Alone) è un film horror diretto da Phil Claydon.

## Trama
Alex è un giovane, che all'età di undici anni ha perso entrambi i genitori. Da quel momento lui incominciò a isolarsi e ad andare da uno psichiatra, infatti incominciò ad avere terribili incubi e sentire strane voci, però tutto questo si placava quando egli aveva al suo fianco una compagna.
Però le cose incominciano a diventare bizzarre e alquanto misteriose quando tutte le ragazze che Alex frequenta muoiono in inspiegabili morti accidentali.
La polizia insospettita manda il suo uomo migliore, l'agente Hannah, per scoprire il mistero che c'è dietro queste morti.